# Zone de protection des marais d'Hirvisuo
La zone de protection des marais d'Hirvisuo (finnois : Hirvisuon soidensuojelualue) est une réserve naturelle à la frontière entre Pudasjärvi et Oulu en Finlande.

## Présentation
Située le long de la route nationale 20, la zone protégée, d'une superficie de 4 481 hectares, est composée de tourbières et elle est gérée par la  direction des forêts. 
Hirvisuo est une zone très précieuse pour les oiseaux, une zone de pâturage d'été importante pour les rennes et une destination pour les oiseaux migrateurs.
La zone a une tour d'observation des oiseaux.

## Avifaune
L'avifaune de la Zone comprend de nombreuses espèces d'oiseaux aquatiques, dont les plus courantes sont la sarcelle d'hiver et le canard pilet. 
Les autres espèces d'oiseaux les plus couramment rencontrées dans la zone protégée sont
Bécasseau falcinelle, Chevalier arlequin, Goéland argenté, Pipit farlouse, Bergeronnette printanière, Pinson des arbres, Pouillot fitis, Chevalier sylvain, Pluvier doré, Courlis corlieu, Courlis cendré, Combattant varié, Chevalier aboyeur, Bruant des roseaux, Pinson du Nord, Gobemouche gris, Pipit des arbres, Sizerin flammé et Rougequeue à front blanc. 
Les espèces plus rares sont Plongeon arctique, Oie des moissons, Cygne chanteur, Faucon émerillon, Faucon hobereau, Grue cendrée, Bécassine sourde, Phalarope à bec étroit, Hibou des marais, Pie-grièche grise, Épervière boréale et Bruant rustique.